# Konstrukcja słupowo-ramowa

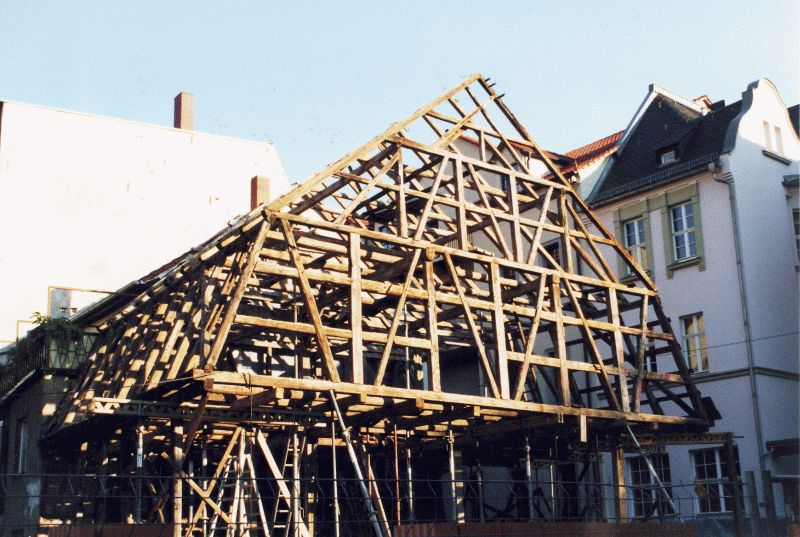
Konstrukcja słupowo-ramowa

Konstrukcja słupowo-ramowa – rozwiązanie stosowane w budownictwie o konstrukcji drewnianej – tak zwany mur pruski lub szachulec, złożone z układu słupów i opartych na nich belek. Całość usztywniają rygle i zastrzały.